# Marsha Hunt
Marsha Hunt   (Chicago, 17 d'octubre de 1917 - Sherman Oaks, 7 de setembre de 2022) va ser una actriu i activista progressista estatunidenca. De fet, es va oposar a la cacera de bruixes de McCarthy.

## Filmografia
| Any  | Títol                                             | Paper                                      |
| ---- | ------------------------------------------------- | ------------------------------------------ |
| 1935 | The Virginia Judge                                | Mary Lee Calvert                           |
| 1936 | The Arizona Raiders                               | Harriett Lindsay                           |
| 1936 | The Accusing Finger                               | Claire Patterson                           |
| 1936 | College Holiday                                   | Sylvia Smith                               |
| 1936 | Easy to Take                                      | Donna Westlake                             |
| 1936 | Gentle Julia                                      | Julia Atwater                              |
| 1936 | Desert Gold                                       | Judith Belding                             |
| 1936 | Hollywood Boulevard                               | Patricia Blakeford                         |
| 1937 | Annapolis Salute                                  | Julia Clemens                              |
| 1937 | Born to the West                                  | Judy Worstall                              |
| 1937 | Thunder Trail                                     | Amy Morgan                                 |
| 1937 | Murder Goes to College                            | Nora Barry                                 |
| 1937 | Easy Living                                       | Girl                                       |
| 1938 | Come On, Leathernecks!                            | Valerie Taylor                             |
| 1939 | These Glamour Girls                               | Betty Ainsbridge                           |
| 1939 | Star Reporter                                     | Barbara Burnette                           |
| 1939 | Winter Carnival                                   | Lucy Morgan                                |
| 1939 | Long Shot                                         | Martha Sharon                              |
| 1939 | Joe and Ethel Turp Call on the President          | Kitty Crusper                              |
| 1939 | The Hardys Ride High                              | Susan Bowen                                |
| 1940 | Irene                                             | Eleanor Worth                              |
| 1940 | Flight Command                                    | Claire                                     |
| 1940 | Orgull i prejudici (Pride and Prejudice)          | Mary Bennet                                |
| 1940 | Ellery Queen, Master Detective                    | Barbara Braun                              |
| 1941 | I'll Wait for You                                 | Pauline Miller                             |
| 1941 | Blossoms in the Dust                              | Charlotte                                  |
| 1941 | Unholy Partners                                   | Gail Fenton                                |
| 1941 | The Trial of Mary Dugan                           | Agatha Hall                                |
| 1941 | Cheers for Miss Bishop                            | Hope Thompson                              |
| 1941 | The Penalty                                       | Katherine Logan                            |
| 1942 | Kid Glove Killer                                  | Jane Mitchell                              |
| 1942 | The Affairs of Martha                             | Martha Lindstrom                           |
| 1942 | Panama Hattie                                     | Leila Tree                                 |
| 1942 | Joe Smith, American                               | Mary Smith                                 |
| 1942 | Seven Sweethearts                                 | Regina Van Maaster                         |
| 1943 | Cry 'Havoc'                                       | Flo Norris                                 |
| 1943 | Lost Angel                                        | Katie Mallory                              |
| 1943 | The Human Comedy                                  | Diana Steed                                |
| 1943 | Pilot ♯5                                          | Freddie Andrews                            |
| 1943 | Thousands Cheer                                   | Marsha Hunt (herself)                      |
| 1944 | Bride by Mistake                                  | Sylvia Lockwood                            |
| 1944 | None Shall Escape                                 | Marja Pacierkowski                         |
| 1944 | Music for Millions                                | Rosalind                                   |
| 1945 | The Valley of Decision                            | Constance Scott                            |
| 1946 | A Letter for Evie                                 | Evie O'Connor                              |
| 1947 | Carnegie Hall                                     | Nora Ryan                                  |
| 1947 | Una dona desfeta (Smash-Up, the Story of a Woman) | Martha Gray                                |
| 1948 | Raw Deal                                          | Ann Martin                                 |
| 1948 | The Inside Story                                  | Francine Taylor                            |
| 1949 | Mary Ryan, Detective                              | Mary Ryan                                  |
| 1949 | Take One False Step                               | Martha Wier                                |
| 1949 | Jigsaw                                            | Mrs. Hartley's Secretary (sense acreditar) |
| 1952 | The Happy Time                                    | Susan Bonnard                              |
| 1952 | Actor's and Sin                                   | Marcia Tillayou                            |
| 1954 | Diplomatic Passport                               | Judy Anderson                              |
| 1955 | A Word to the Wives (short)                       | Alice                                      |
| 1956 | No Place to Hide                                  | Anne Dobson                                |
| 1957 | Back from the Dead                                | Kate Hazelton                              |
| 1957 | Bombers B-52                                      | Edith Brennan                              |
| 1957 | La llegenda dels perduts (Legend of the Lost)     | (sense acreditar)                          |
| 1959 | Blue Denim                                        | Jessie Bartley                             |
| 1960 | The Plunderers                                    | Katie Miller                               |
| 1969 | Fear No Evil                                      | Mrs. Varney                                |
| 1971 | Johnny va agafar el fusell (Johnny Got His Gun)   | Joe's mother                               |
| 2006 | Chloe's Prayer                                    | Elizabeth Lyons                            |
| 2008 | The Grand Inquisitor (short)                      | Hazel Reedy                                |